# Gottfried Eckhardt
Peter Gottfried Ferdinand Eckhardt (* 9. März 1865 in Düsseldorf; † 1933) war ein deutscher Maler der Düsseldorfer Schule.

## Leben
Eckhardt, Sohn des Düsseldorfer Porträt- und Genremalers Carl Peter Eckhardt aus zweiter Ehe mit Cornelia, geborene Schmitz, besuchte in den Jahren 1879 bis 1894 die Kunstakademie Düsseldorf. Dort war er Schüler von Peter Janssen dem Älteren, Wilhelm Sohn, Hugo Crola und Heinrich Lauenstein. Letzterem diente er eine Zeit lang als lehrender Assistent. Studienreisen führten ihn nach Italien, in die Schweiz, nach München und Belgien. Eckhardt war in Düsseldorf tätig, wo er dem Künstlerverein Malkasten als Mitglied angehörte.
Hauptgebiete seines Schaffens waren die Historien- und Kirchenmalerei. Außerdem trat er als Porträtmaler hervor. Für die Reichsabtei Echternach schuf er einen Flügelaltar.